# Goat Simulator 3
Goat Simulator 3 es un  videojuego de acción y la secuela de Goat Simulator. El juego se anunció durante el Summer Game Fest y se lanzó  el 17 de noviembre de 2022. El juego cuenta con un modo cooperativo para cuatro jugadores, y estará ambientado en la isla ficticia de San Angora.
El director del juego, Santiago Ferrero, explicó por qué el título de la secuela usa el número 3 en lugar del 2: "Hemos invertido mucho dinero y esfuerzo en investigar diferentes números y qué funciona mejor, y los resultados que obtuvimos son que 3 es un número mucho mejor que 2, así que elegimos 3".